# کالکنی
کالکنی (به لاتین: Kalkni) یک منطقهٔ مسکونی در روسیه است که در شهرستان داخادایفسکی واقع شده‌است.